# Pseudosmittia togadistalis
Pseudosmittia togadistalis är en tvåvingeart som beskrevs av Sasa, Watanabe och Arakawa 1992. Pseudosmittia togadistalis ingår i släktet Pseudosmittia och familjen fjädermyggor. Inga underarter finns listade i Catalogue of Life.